# Altenstadt (Iller)
 For alternative betydninger, se Altenstadt. (Se også artikler, som begynder med Altenstadt)
Altenstadt er en købstad (markt) i Regierungsbezirk Schwaben i den tyske delstat Bayern. Den er hjemsted for Verwaltungsgemeinschaft Altenstadt.

## Geografi
Byen ligger cirka 30 km syd for Ulm og 25 km nord for Memmingen, ved foden Iller i Mittelschwaben.

### Inddeling
Ud over hovedbyen Altenstadt ligger i kommenen disse landsbyer:
- Bergenstetten
- Dattenhausen
- Filzingen
- Grafenwald
- Herrenstetten
- Illereichen
- Untereichen

### Trafik
Altenstadt ligger ved motorvej A 7, Staatsstraße 2031 (tidligere B 19), og ved jernbanen Ulm-Memmingen, den såkaldte Illertalbahn.

## Galleri
- Maria Himmelfartkirken i Illereichen
- Maria fødselskirke i Altenstadt
- Den store port i Illereichen